# Amrasca biguttula
Amrasca biguttula är en insektsart som först beskrevs av Ishida 1912.  Amrasca biguttula ingår i släktet Amrasca och familjen dvärgstritar. Inga underarter finns listade i Catalogue of Life.